# Война 6000 марок
Война 6000 марок (война за 6000 марок, дат. 6000-marks-krigen, швед. 6000-markskriget) — война между Данией и Швецией, которая проходила с 1276 по 1278 год. Она началась из-за разногласий по поводу оговоренной суммы в 6000 серебряных марок за помощь Дании Магнусу Биргерссону в междоусобной войне против Вальдемара Биргерссона в 1275 году. 

## Предыстория
Король Дании Эрик V подписал договор о военной помощи с шведским герцогом Магнусом Биргерссоном, который нанял несколько сотен наёмников из армии датского короля в дополнение к силам в 700 человек, которыми руководили граф Якоб Халландский и датчанин Стиг Андерсен Хвиде. Вместе они подняли восстание против Вальдемара, короля Швеции. В результате Магнус стал королем Швеции.
Однако Магнус Биргерссон отказался выплатить оговоренную сумму в 6000 марок серебром и обвинил датского короля в мародерстве, которое якобы совершали датские наёмники. Вместо выплаты долга он объявил войну Дании, неожиданно вторгнувшись осенью 1276 года в датские провинции Халланд и Сконе. 

## Ход войны
После внезапного вторжения датчане быстро мобилизовали армию и остановили шведскую армию, которая затем бежала из Скании. В следующем году датские войска совершили поход в Смоланд в отместку за вторжение в Халланд и Сконе. Датская армия последовала за малочисленными шведскими силами в Вестергётланд, где встретила шведские войска из примерно 200 рыцарей под командованием Ульфа Карлссона. Шведы вскоре нанесли поражение застигнутой врасплох в собственном лагере датской армии в битве при Эттаке. В 1277 году Эрик V собрал большую армию и отправился в Вестергётланд, где снова потерпел поражение. Крепости Аксвалль и Скара были взяты датской армией. Вернувшись домой, Эрик Vначал переговоры со шведами, которые привели к заключению мирного договора в Лахольме в начале 1278 года. Магнус Биргерссон должен был выплатить репарации за войну, которые были уменьшены с 6 000 до 4 000 марок серебра.